# Cleobulia crassistyla
Cleobulia crassistyla är en ärtväxtart som beskrevs av R.H.Maxwell. Cleobulia crassistyla ingår i släktet Cleobulia, och familjen ärtväxter. Inga underarter finns listade i Catalogue of Life.